# HMS Barfleur (1892)
O HMS Barfleur foi um couraçado pré-dreadnought operado pela Marinha Real Britânica e a segunda e última embarcação da Classe Centurion, depois do HMS Centurion. Sua construção começou em outubro de 1890 no Estaleiro Real de Chatham e foi lançado ao mar em agosto de 1892, sendo comissionado em junho de 1894. Era armado com uma bateria principal composta por quatro canhões de 254 milímetros montados em duas barbetas duplas, tinha um deslocamento de mais de onze mil toneladas e alcançava uma velocidade máxima de dezessete nós.
O Barfleur começou sua carreira servindo no Mar Mediterrâneo, participando em 1897 de um bloqueio da ilha de Creta durante uma revolta contra o domínio otomano. Foi enviado no ano seguinte para o Sudeste Asiático e em 1900 participou da subjugação do Levante dos Boxers na China, enviando equipes de desembarque para participar das Batalhas dos Fortes de Taku e Tientsin. Ele voltou para a casa em 1901 e passou por uma reconstrução até 1904, sendo em seguida colocado na reserva. Pouco fez pelos anos seguintes até ser descomissionado em 1909 e desmontado.

## Características

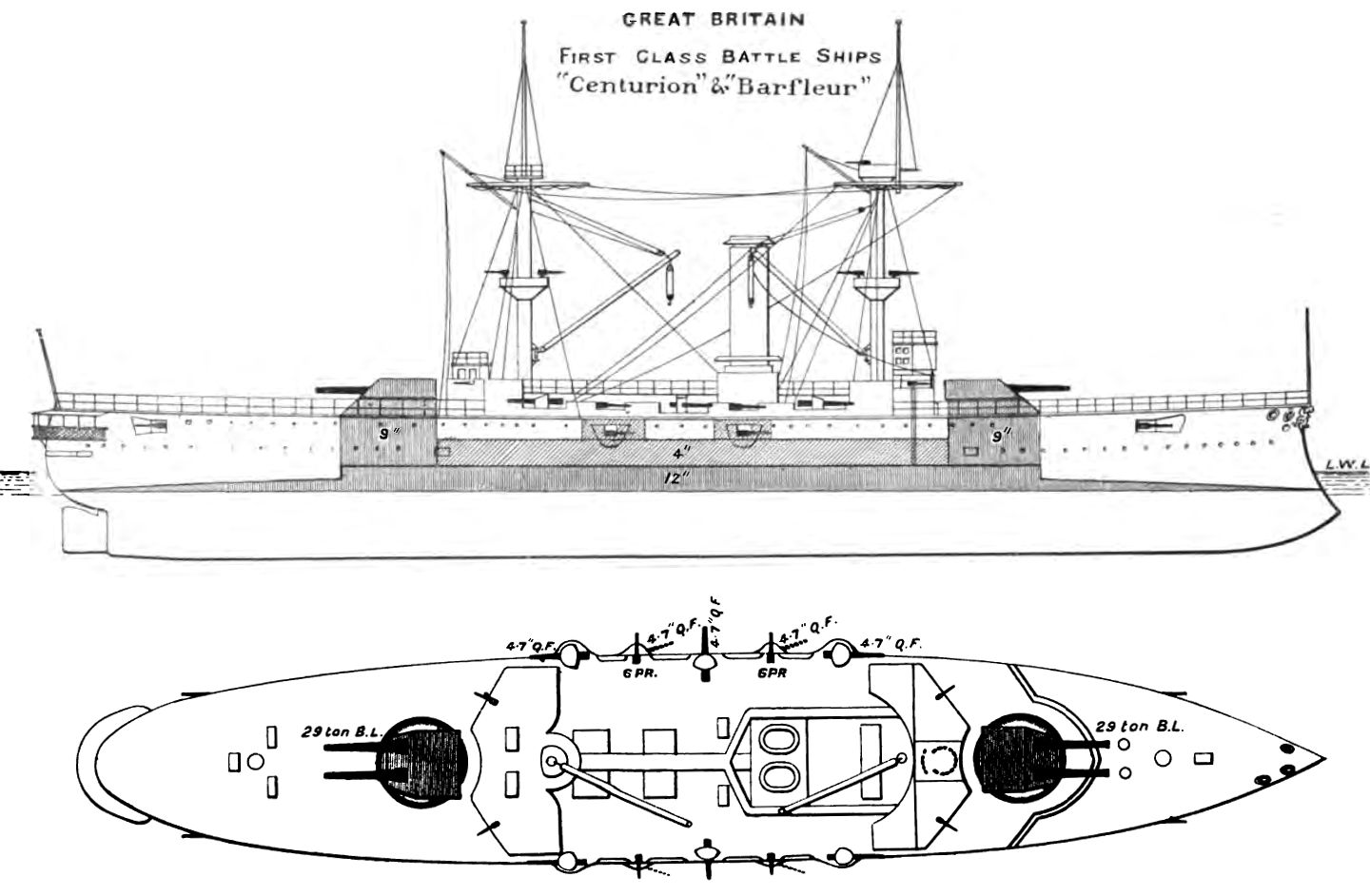
Desenho da Classe Centurion

O Barfleur tinha 119,1 metros de comprimento de fora a fora, uma boca de 21,3 metros e um calado normal de 7,82 metros. O deslocamento normal era de 10 805 toneladas, enquanto o deslocamento carregado chegava a 11,4 mil toneladas. O sistema de propulsão consistia em oito caldeiras cilíndricas a carvão que alimentavam dois motores verticais de tripla-expansão de três cilindros, cada um girando uma hélice. Tinha uma potência indicada de 9 110 cavalos-vapor (6,7 mil quilowatts) para uma velocidade máxima de dezessete nós (31 quilômetros por hora). Sua autonomia era de 5 230 milhas náuticas (9 690 quilômetros) a uma velocidade dez nós (dezenove quilômetros por hora). A tripulação era formada por 620 oficiais e marinheiros.
O armamento principal era composto por quatro canhões Marco III calibre 32 de 254 milímetros montados em duas barbetas circulares duplas, uma à vante e outra à ré da superestrutura. O armamento secundário tinha dez canhões calibre 40 de 120 milímetros em montagens únicas, metade no convés superior com escudos e o resto em casamatas no casco. A defesa contra barcos torpedeiros tinha oito canhões de 57 milímetros e doze canhões Hotchkiss de 47 milímetros. Também era armado com sete tubos de torpedo, um em cada lateral e um na popa acima da linha de flutuação e um em cada lateral submersos. O cinturão principal de blindagem tinha 229 a 305 milímetros de espessura. O convés principal tinha 51 milímetros e o convés inferior tinha 64 milímetros. As barbetas tinham de 203 a 229 milímetros, com os canhões sendo protegidos por uma cobertura de 152 milímetros. A torre de comando tinha laterais de 305 milímetros.

### Modificações
As armas montadas nas gáveas tiveram seus escudos removidos entre 1897 e 1899. Uma reconstrução foi iniciada em janeiro de 1902 em que seus canhões de 120 milímetros foram substituídos por armas de 152 milímetros e também melhorou sua proteção. Todos os seus tubos de torpedo e a ponte de comando de ré foram removidos com o objetivo de compensar o aumento de peso. Os canhões de 47 milímetros nas gáveas foram reposicionados para a superestrutura e tetos da coberturas das barbetas, já o mastro do traquete foi substituído por um mastro sinaleiro. Estas alterações acarretaram um pequeno aumento de peso que reduziu a velocidade em 0,25 nó (0,5 quilômetro por hora). Todas as armas restantes de 47 milímetros foram removidas em 1906 e o mastro principal foi modificado como uma posição de controle de disparo.

## Carreira

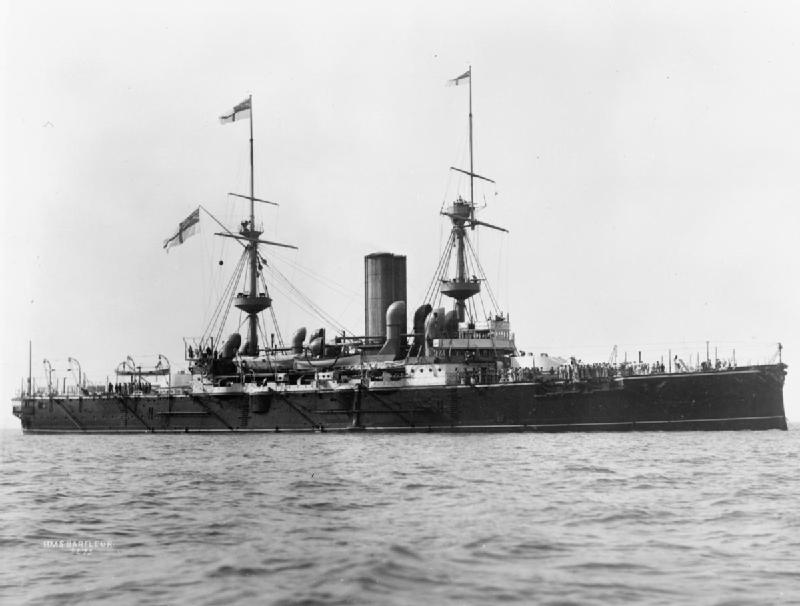
O Barfleur em 1895

O Barfleur foi nomeado em homenagem à Batalha de Barfleur de 1692, o terceiro navio da Marinha Real Britânica a receber esse nome. Seu batimento de quilha ocorreu em 12 de outubro de 1890 no Estaleiro Real de Chatham e foi lançado ao mar 10 de agosto de 1892. Foi finalizado e comissionado em 22 de junho de 1894, tendo custado 533 666 libras esterlinas. Foi designado para a Frota da Reserva, mas participou entre julho e agosto das manobras anuais da frota, retornando então para reserva em 1º de setembro.
O couraçado voltou para a ativa em 26 de fevereiro de 1895 para serviço na Frota do Mediterrâneo, partindo em 19 de março. Chegou em Gibraltar quatro dias depois e substituiu o ironclad HMS Sans Pareil. Permaneceu no local para treinamentos e então seguiu para Malta, onde chegou em 27 de julho. Ele estava na ilha de Creta no início de 1897 quando uma revolta grega contra o domínio otomano estourou, desembarcando homens em 6 de fevereiro em Cândia durante um tumulto com o objetivo de reestabelecer a ordem e trazer cidadãos britânicos para a segurança do navio. Depois disso se tornou parte da Esquadra Internacional, uma força multinacional composta por navios de guerra britânicos, alemães, austro-húngaros, franceses, italianos e russos que interveio na revolta bombardeando posições insurgentes, desembarcando marinheiros e fuzileiros navais e bloqueando Creta e portos importantes da Grécia.
O Barfleur partiu para o Sudeste Asiático em 6 de fevereiro de 1898 e chegou em Singapura em 4 de março, seguindo então para Hong Kong na companhia dos contratorpedeiros HMS Fame e HMS Whiting. Tornou-se em 1º de outubro a capitânia do segundo em comando da Estação da China. O Levante dos Boxers estourou na China no início de 1900 e o navio enviou equipes de desembarque que participaram da Batalha dos Fortes de Taku entre 16 e 17 de junho e da Batalha de Tientsin entre 13 e 14 de julho. Foi substituído como capitânia em setembro pelo couraçado HMS Albion. O Barfleur deixou Hong Kong em 11 de novembro de 1901, chegando em Plymouth em 31 de dezembro.

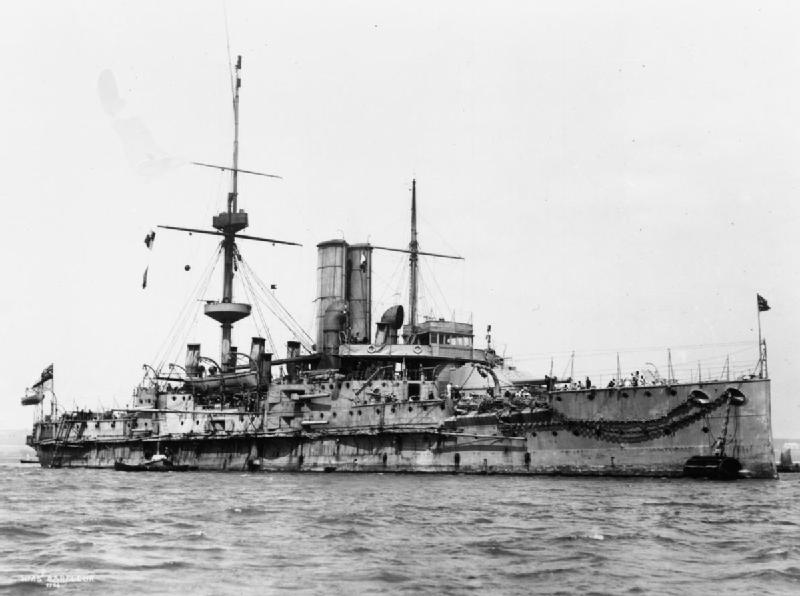
O Barfleur após 1904

Foi tirado de serviço em 22 de janeiro para passar por uma reconstrução realizada no Estaleiro Real de Portsmouth que durou até maio de 1904, sendo depois disso colocado na reserva por já ser considerado obsoleto. Voltou temporariamente para a ativa em 18 de julho a fim de participar das manobras anuais da frota. Durante estas foi levemente danificado quando colidiu por acidente com o couraçado HMS Canopus em 5 de agosto. Voltou para a reserva ao final das manobras em 8 de setembro. O Barfleur foi reativado em 21 de fevereiro de 1905 para transportar uma nova tripulação para o couraçado HMS Vengeance, que na época estava servindo no Sudeste Asiático. As duas embarcações se encontraram em Colombo no Ceilão em 30 de março, com o Barfleur levando a antiga tripulação do Vengeance de volta para casa. Chegou em Plymouth 7 de maio e foi desativado dois dias depois. O navio voltou para a ativa em 10 de maio com uma tripulação mínima para servir de capitânia do comandante da Divisão de Portsmouth da Frota da Reserva. Levou em junho seis oficiais e 105 aspirantes da Divisão de Londres da Real Reserva de Voluntários Navais em um cruzeiro de treinamento.
Sua tripulação foi transferida em 28 de novembro para o couraçado HMS Duncan. Passou por reformas entre 1905 e 1906 e participou das manobras anuais em junho. A Frota da Reserva foi absorvida pela nova Frota Doméstica no final de 1906 e o navio foi substituído em 4 de março de 1907 como capitânia da Divisão de Portsmouth pelo couraçado HMS Prince George, tornando-se o navio-mãe das embarcações de serviço especial da divisão. Estas foram transferidas para 4ª Divisão da Frota Doméstica em março de 1909 e o Barfleur deixou de ser navio-mãe no mês seguinte.
Foi listado para venda em junho de 1909 e rebocado para a Ilha de Wight. Foi vendido em 12 de julho de 1910 para a C. Ewen por 26 550 libras, mas rapidamente revendido para Bolckow, Vaughan & Co. para ser desmontado em Dunston. Encalhou em 3 de agosto em Newcastle enquanto era rebocado pelo rio Tyne. Como não tinha passado completamente por uma ponte giratória, ele bloqueou o tráfego e parte dos equipamentos no seu convés precisaram ser removidos. Foi depois desmontado.